# Mistrzostwa Europy w Lekkoatletyce 1950 – rzut oszczepem mężczyzn

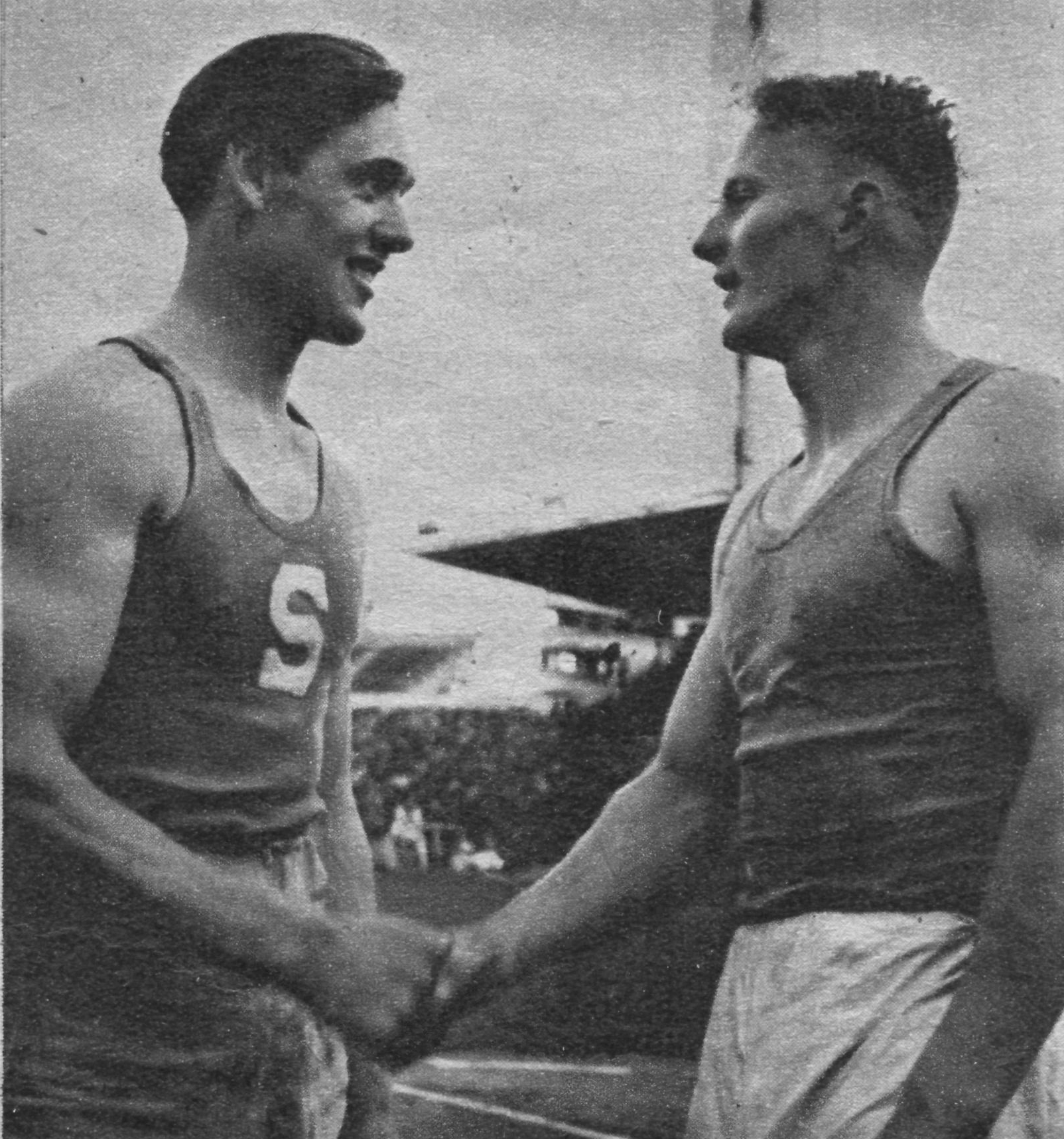
Per-Arne Berglund (z lewej) i Toivo Hyytiäinen

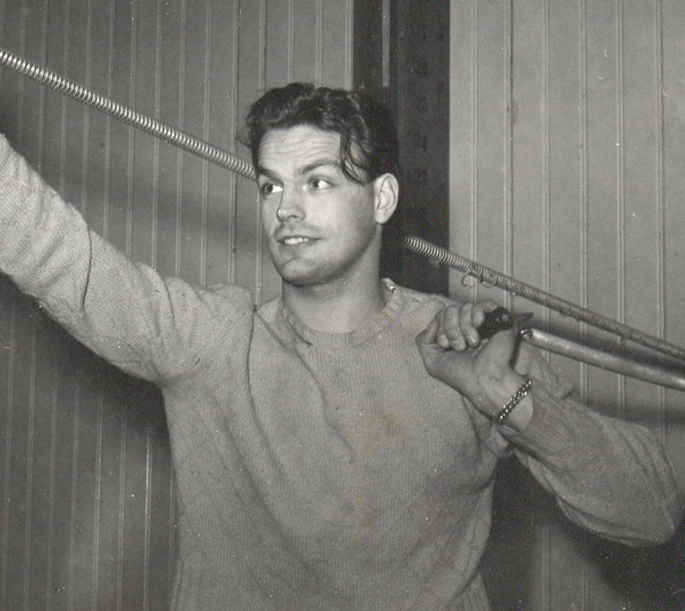
Ragnar Ericzon

Rzut oszczepem mężczyzn był jedną z konkurencji rozgrywanych podczas IV Mistrzostw Europy w Brukseli. Kwalifikacje zostały rozegrane 26 sierpnia, a finał 27 sierpnia 1950. Zwycięzcą został Fin Toivo Hyytiäinen. W rywalizacji wzięło udział szesnastu zawodników z dwunastu reprezentacji.

## Rekordy
| Rekord świata     | Yrjö Nikkanen (FIN)  | 78,70 | Kotka, Finlandia | 16.10.1938 |
| Rekord Europy     | Yrjö Nikkanen (FIN)  | 78,70 | Kotka, Finlandia | 16.10.1938 |
| Rekord mistrzostw | Matti Järvinen (FIN) | 76,87 | Paryż, Francja   | 03.09.1938 |

## Wyniki

### Kwalifikacje
| Miejsce | Zawodnik           | Wynik | Uwagi |
| ------- | ------------------ | ----- | ----- |
| 1       | Per-Arne Berglund  | 68,49 | Q     |
| 2       | Toivo Hyytiäinen   | 68,02 | Q     |
| 3       | Tapio Rautavaara   | 67,36 | Q     |
| 4       | Ragnar Ericzon     | 65,29 | Q     |
| 5       | Mirko Vujačić      | 63,74 | Q     |
| 6       | Erwin Pektor       | 63,51 | Q     |
| 7       | Amos Matteucci     | 61,63 | Q     |
| 8       | Wiktor Jewlew      | 61,25 | Q     |
| 9       | Nico Lutkeveld     | 60,66 | Q     |
| 10      | Halil Zıraman      | 60,36 |       |
| 11      | Branko Dangubić    | 59,37 |       |
| 12      | Jóel Sigurðsson    | 58,87 |       |
| 13      | Wasilios Kalimanis | 54,28 |       |
| 14      | Raymond van Eycken | 52,82 |       |
| 15      | Ernst Lüthi        | 51,54 |       |
| 16      | Raymond Prud'homme | 46,35 |       |

### Finał
| Miejsce | Zawodnik          | Wynik |
| ------- | ----------------- | ----- |
| 1       | Toivo Hyytiäinen  | 71,26 |
| 2       | Per-Arne Berglund | 70,06 |
| 3       | Ragnar Ericzon    | 69,82 |
| 4       | Mirko Vujačić     | 66,84 |
| 5       | Tapio Rautavaara  | 66,20 |
| 6       | Amos Matteucci    | 64,99 |
| 7       | Erwin Pektor      | 62,13 |
| 8       | Nico Lutkeveld    | 61,50 |
| 9       | Wiktor Jewlew     | 58,59 |